# Fruzsina Kovácsovics
Fruzsina Eszter Kovácsovics (ur. 11 grudnia 1988, Maglód) – węgierska piosenkarka i autorka tekstów.

## Życiorys
Już jako dziecko brała udział w różnego rodzaju przedsięwzięciach artystycznych. Była członkinią działającego w jej rodzinnej miejscowości zespołu mażoretek i uczestniczyła konkursach dla mażoretek. Później w dalszym ciągu była mażoretką, lecz najważniejsze dla niej było zawsze śpiewanie. Niemniej jednak Fruzsina nigdy nie pobierała lekcji śpiewu. Spośród jej trzech braci (każdy z nich starszy od niej) najstarszy jest Dávid, który mieszka w Budapeszcie. Fruzsina często występuje przy akompaniamencie jego gry na gitarze. Młodszy od Dávida Bálint studiuje wychowanie fizyczne na Uniwersytecie w Peczu. Najmłodszy z braci piosenkarki Mátyás gra zawodowo w piłkę ręczną i obecnie na stałe mieszka w Hiszpanii. 
Fruzsina studiuje na Uniwersytecie Medycznym Semmelweisa w Budapeszcie. Mówi, że po ukończeniu studiów chciała– by zostać położną, pediatrą bądź nauczycielką. Ten ostatni zawód wykonuje jej matka, która naucza w szkole do której w dzieciństwie uczęszczała również Fruzsina. Z kolei ojciec piosenkarki jest mechanikiem. Obecnie Fruzsina wraz z rodzicami i bratem Bálintem mieszka w rodzinnym Maglód. Niemniej od występu w programie Csillag Születik regularnie pojawia się w Budapeszcie.

## Kariera muzyczna
Fruzsina na początku wraz z bratem ciotecznym oraz Dávidem założyła zespół muzyczny, który grał po knajpach i kawiarniach. Zespół istniał nieco ponad trzy lata, a Fruzsina w tym czasie grała na gitarze i układała własne kompozycje muzyczne. 
Kariera Fruzsiny nabrała tempa, gdy wzięła udział w emitowanym na kanale RTL klub programie Csillag Születik (węgierski odpowiednik programu emitowanego w Polsce pod nazwą Mam talent), w którym dotarła do finału. W programie wykonała jedną ze swoich własnych kompozycji zatytułowaną Üzenet a Nagyvilágnak (Wiadomość dla świata). Po programie w sklepach pojawił się jej album pt. Üveggolyó (Szklana kula). Furorę z tej płyty zrobiła zwłaszcza piosenka Hazatalálsz, do której powstał również teledysk. Utwór i klip stały się na Węgrzech niezwykle popularne. Na liście przebojów telewizji VIVA Magyarország piosenka doszła do trzeciego miejsca. 
Z tego samego albumu pochodziła również inna piosenka, która stała się dość popularna, czyli A sose volt nyár (Nigdy nie było tego lata) Fruzsina wykonała ten utwór w duecie z Jamie Winchesterem, węgierskim piosenkarzem o irlandzkich korzeniach.
Niedawno powstał nowy zespół Fruzsiny, w którym występuje dwóch gitarzystów (Dávid Kovácsovics i Norbert Borbás), jeden gitarzysta basowy (Attila Lieb) oraz jeden perkusista (Dániel Borbás).
W 2009 r. powstał drugi album Fruzsiny Kovácsovics zatytułowany Fuss el végre! (Spadaj wreszcie!). Przebojem z tego krążka stał się utwór Itt a vége, fuss el végre! (To już koniec, spadaj wreszcie!). Na popularności zyskała również inna piosenka z tej płyty zatytułowana Csak egy idegen (Po prostu jakiś dziwny).

## Dyskografia

### Albumy
- Üveggolyó (2008)
- Fuss el végre! (2009)

## Nagrody
- Nagroda Fonogram (Złota żyrafa) za modern pop-rockowy album roku – Üveggolyó (2009)